# Малая академия наук «Интеллект будущего»
Малая академия наук «Интеллект будущего» — общероссийская общественная организация, созданная в 1984 году изначально как Обнинское научное общество учащихся,  затем с 1995 года как Межрегиональная детская научная творческая общественная организация (ДНТО) «Интеллект будущего», с 2006 года стала Общероссийской, добавив к названию «Малая академия наук».
МАН «Интеллект будущего» реализует ряд всероссийских образовательных проектов, проводит общероссийские и международные конференции, также занимается издательской деятельностью, обучает педагогов через очные и дистанционные курсы повышения квалификации. Среди проектов академии:
- Всероссийские конференции: «Юность. Наука. Культура», «Шаги в науку», «Юный исследователь», «Научный потенциал-XXI»
- Всероссийские дистанционные олимпиады: «Познание и творчество», «Интеллект-Экспресс», «Умный Слон», «Креативность. Интеллект. Талант»
- Всероссийские интеллектуальные турниры и чемпионаты для школьников: «Познание и творчество», «Рождественский фестиваль-конференция», «Творческий потенциал России», «Созидание и творчество», «Эврика» и др.
- Педагогический форум «Образование: взгляд в будущее» (Educamp)
- Педагогические конкурсы и курсы
- Региональные турниры «Лига любознательных»

Президиум Центрального совета организации расположен в городе Обнинске.

## История
В 1984 году Лев Юрьевич Ляшко с командой единомышленников создал Обнинское научное общество учащихся, и с 1986 года начал проводить научные конференции учащихся «Юность. Наука. Культура» (знак, запатентованный МАН), которые, со временем, стали межрегиональными, а затем и Всероссийскими. В 1995 была основана Межрегиональная детская научная творческая общественная организация (ДНТО) «Интеллект будущего». Помимо конференций, организация стала реализовывать ещё ряд образовательных проектов, таких как конкурсы «Познание и творчество», турниры «Эврика», Фестиваль наук и искусств «Творческий Потенциал России» и др.
В 2006 году устав организации был изменён и она стала Общероссийской, также добавив к своему названию «Малая академия наук» (Что соответствовало замыслу члена Центрального совета, основателя первой в истории СССР МАН, которая находилась в Крыму — И. И. Брагинского).
Общероссийская Малая академия наук «Интеллект будущего» включена в Федеральный реестр молодёжных и детских общественных объединений, пользующихся государственной поддержкой в соответствии с Федеральным законом от 28.07.1995 № 98-ФЗ «О государственной поддержке молодёжных и детских общественных объединений». (См. письмо Росмолодёжи № АП/1637-07 от 28.06.2011).
В настоящее время[когда?] ОДОО МАН «Интеллект будущего» осуществляет свою деятельность на общегосударственном уровне (имеет отделения в 57 субъектах Российской Федерации), организация реализует Национальную образовательную программу «Интеллектуально-творческий потенциал России», включающую в себя систему конкурсов, турниров, конференций, фестивалей и форумов. В проектах программы участвуют представители всех 83 регионов России. Программа «Интеллектуально-творческий потенциал России» и её отдельные проекты неоднократно удостаивались государственных грантов.
В 2009/2010 учебном году организация провела 390 Всероссийских заочных конкурса (включая номинации по отдельным предметам и возрастным группам).
В течение 2009/2010 учебного года в заочных проектах программы участвовало 89939 человека, в программу вовлечено свыше пяти тысяч учебных заведений России из 1600 городов и сёл.
{{неполный раздел|дата=15 декабря 2018}}

## Цели организации
1. Организация и координация научной, творческой, образовательной и культурной деятельности в интересах творческого, интеллектуального и духовного развития детей и молодёжи, сохранение и развитие потенциала системы российского образования.
2. Выявление, сопровождение развития интеллектуально-одарённых детей России через Национальную образовательная программу «Интеллектуально-творческий потенциал России» (комплекс заочных, дистанционных и очных мероприятий и система мер, направленных на создание и развитие творческого и интеллектуального ресурса страны).
3. Развитие и трансляция идей научно-ориентированного образования школьников в России.
4. Создание постоянно-действующей системы конференций исследовательских работ для учащихся, студентов и творческих педагогов, в том числе: «Юность. Наука. Культура» (Обнинск), «Юность. Наука. Культура — Сибирь» (Новосибирск), «Юность. Наука. Культура — Север» (Санкт-Петербург), «Юность. Наука. Культура — Урал» (Златоуст), «Юность. Наука. Культура — Юг» (Краснодарский край), «Юность. Наука. Культура — Байкал» (Улан-Удэ).
5. Разработка и осуществление сетевой формы взаимодействия и коммуникации в дополнительном образовании детей и взрослых.
6. Поддержка и координация творческих педагогов через систему обучения и повышения квалификации. Организация Экспериментальных площадок МАН «Интеллект будущего» при сотрудничестве с Российской академией образования (РАО).
7. Публикация результатов опыта, лучших творческих и исследовательских работ учащихся и педагогов.

## Официальные лица МАН
Председатель МАН «Интеллект будущего» — Л. Ю. Ляшко, кандидат педагогических наук.
Председатель Попечительского совета МАН «Интеллект будущего» — В. В. Лунин, академик РАН, декан химического факультета МГУ им. М. В. Ломоносова.
Председатель научно-экспертного совета — Н. С. Зефиров, академик РАН, профессор МГУ им. М. В. Ломоносова.
Члены Президиума Центрального совета МАН «Интеллект будущего»:
Ляшко Т. В., Романов А. С., Сергеев Д. В., Синицына О. В., Смирнов В. В., Федоровская Е. О.
Председатель Центральной контрольно-ревизионной комиссии — Смолянский А. С.

## Деятельность организации
МАН «Интеллект будущего» реализует ряд всероссийских образовательных проектов, занимается издательской деятельностью, проводит обучение педагогов.

## Основные проекты
- Национальная образовательная программа «Интеллектуально-творческий потенциал России»
- Всероссийские конкурсы исследовательских и творческих работ
- Научные конференции учащихся:

«Юность. Наука. Культура», «Научный потенциал», «Первые шаги в науку», «Юный исследователь», «Юность. Наука. Космос».
- Всероссийские заочные конкурсы-олимпиады «Познание и творчество», «Интеллект-экспресс» (недоступная ссылка).
- Конкурсы творческих работ педагогов, форумы, семинары:  «Образование: взгляд в будущее», «Образовательный потенциал России», «Педагогическое наследие».
- Всероссийские турниры, фестивали и форумы: Рождественский Фестиваль-конференция (для учащихся начальной школы), Фестиваль наук и искусств «Творческий потенциал России», Российский Лингвистический Турнир «PLASMA», Форум «Созвездие талантов», Турнир «Интеллектуальная инициатива» (социальное проектирование),
- Летние Турниры и Фестивали: «Эврика!» (для учащихся начальной школы), «Интеллект-XXI век» (для 5-8 классов), «Vivat, эрудиты!» (для 5-8 классов), Международный турнир «Восхождение звезды» (в Болгарии), Российский интеллектуально-творческий Турнир-конференция «Юность, Наука, Культура-Юг» и «Первые шаги в науку — юг», Российский Турнир «фабрика талантов».

### Издания МАН «Интеллект будущего»
Сборники лучших исследовательских и творческих работ учащихся:
1. Обнинский полис. //Сб. творческих работ. М.: Молодая гвардия. 2002;
2. Обнинский полис. //Сб. творческих работ. Калуга: Золотая аллея. 2004; 2006; 2008; 2009; 2010; 2011.

Журналы:
1. Научно-образовательный электронный журнал «Академиан»;
2. Занимательный журнал о русском языке «Емеля»;
3. Открытый образовательный журнал «Интеллект будущего».

Публикация ежегодного Общероссийский интеллект-рейтинга учащихся:
«Ими гордится Россия» 2007, 2008, 2009, 2010, 2011, 2012.

### Обучение
- Очные и дистанционные курсы повышения квалификации педагогов;
- Всероссийская филологическая школа (Финляндия, Швеция);
- Всероссийская дистанционная школа исследователей;
- Дистанционная школа «КОМПЬЮТЕР XXI».

## Показатели деятельности
- На совместном выездном заседании Комитета по науке и наукоемким технологиям и Комитета по образованию Государственной Думы Федерального собрания Российской Федерации, которое состоялось 8 декабря 2008 года в наукограде Обнинске, был признан положительным опыт работы Общероссийской Малой академии наук «Интеллект будущего». Министерству образования и науки Российской Федерации рекомендовано совместно с Российской академией образования на основе опыта деятельности ОДОО "МАН «Интеллект будущего» с участием заинтересованных организаций разработать и реализовать пилотный проект по формированию системы привлечения молодёжи в науку, начиная со школьных лет.(Решение Комитета по науке и наукоемким технологиям Государственной Думы Федерального собрания Российской Федерации от 8.12.2008 г. № 15-1 «О совершенствовании законодательной базы кадрового обеспечения российской науки и наукоемкого производства с учетом опыта наукограда Обнинска»[1].
- В настоящее время теоретико-методологическое сопровождение Национальной образовательной программы «Интеллектуально-творческий потенциал России» осуществляет Российская академия образования (договор РАО и МАН «Интеллект будущего» № 117 от 26 февраля 2009 года). В соответствии с договором о совместной деятельности по реализации Национальной образовательной программы «Интеллектуально-творческий потенциал России» между Российской академией образования и Общероссийской Малой академией наук «Интеллект будущего» осуществляется сотрудничество по реализации Пилотного проекта по формированию системы привлечения молодёжи к исследовательской деятельности, к науке, начиная со школьных лет. Ведётся совместная работа по организации Всероссийских конкурсов педагогов, педагогических форумов и семинаров.

В рамках договора Российская академия образования, в частности, осуществляет содействие в разработке концептуальных положений Пилотного проекта по формированию системы привлечения молодёжи в науку. Председатель рабочей научно-исследовательской группы ученых РАО по теоретико-методологическому сопровождению Программы — академик А. А. Никитин, координатор группы — доктор педагогических наук, профессор Л. В. Суходольская-Кулешова.
- Ежегодно конкурсные проекты МАН «Интеллект будущего» входят в Перечень олимпиад и иных конкурсных мероприятий, по итогам которых в соответствии с Указом Президента Российской Федерации от 6 апреля 2006 г. № 325 «О мерах государственной поддержки талантливой молодёжи» присуждаются премии. Например, по приказу Министерства образования и науки Российской Федерации (Минобрнауки России) от 23 декабря 2010 г. N 1990 «Об утверждении Перечня олимпиад и иных конкурсных мероприятий, по итогам которых присуждаются премии для поддержки талантливой молодёжи в 2011 году») в данный перечень включен ряд проектов МАН «Интеллект будущего».
- Участниками проектов Малой академии наук «Интеллект будущего» являются более 5000 образовательных учреждений России. Ежегодно в реализуемых МАН проектах принимают участие порядка 100 тысяч детей и педагогов из всех субъектов РФ.
- Общероссийская общественная Малая академия наук «Интеллект будущего» является моделью искусственно-естественного детско-взрослого субъектного эпистемологического сообщества. МАН «Интеллект будущего» включает сеть первичных детско-взрослых сообществ интеллектуально-одаренных и увлеченных исследовательской деятельностью учащихся, творческих учителей, ученых и реализует систему интеллектуально-творческих конкурсов, конференций, турниров, фестивалей по поиску и поддержке талантливых детей.

Инновационная система выявления, поддержки и развития талантливых детей в интеллектуально-творческой области в рамках программы «Интеллектуально-творческий потенциал России» совпадает с целями и задачами национального проекта «Наша новая школа», который призван создать новую систему непрерывного образования в России, предполагает не только передачу знаний и технологий, но и формирование творческих компетенций.
- МАН «Интеллект будущего» является социальным партнёром Федерального государственного научного учреждения «Центр исследования проблем воспитания, формирования здорового образа жизни, профилактики наркомании, социально-педагогической поддержки детей и молодёжи», членом Национального совета молодёжных и детских объединений России, коллективным членом Общероссийского общественного движения творческих педагогов «Исследователь».